# Sveriges departement

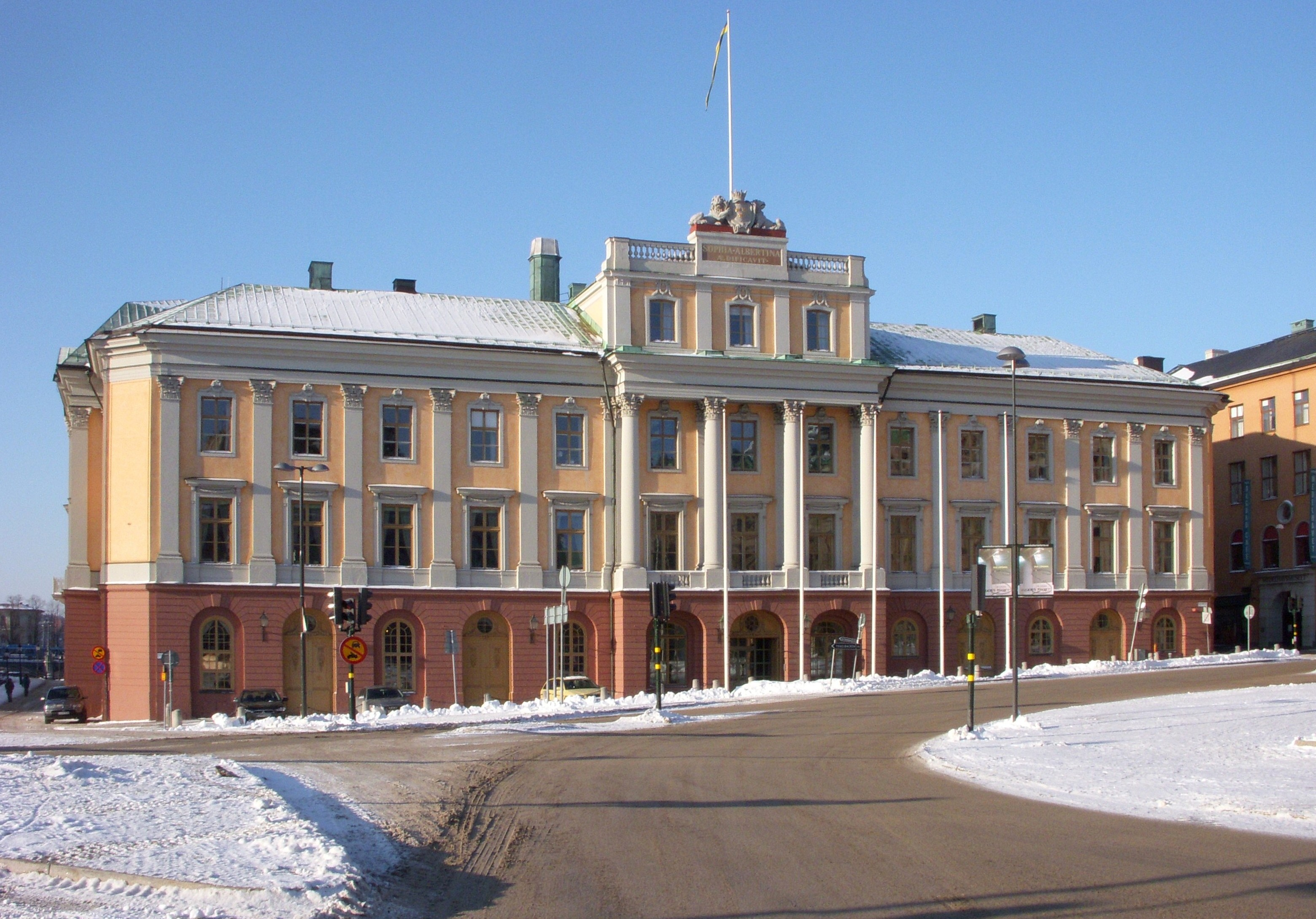
Utrikesdepartementet finns i Arvfurstens palats vid Gustav Adolfs torg i centrala Stockholm

Ett departement är i Sverige en del av Regeringskansliet, vilket utöver departementen också innefattar Statsrådsberedningen och Regeringskansliets förvaltningsavdelning. 
Under Regeringen Kristersson finns följande departement:
- Justitiedepartementet
- Utrikesdepartementet
- Försvarsdepartementet
- Socialdepartementet
- Finansdepartementet
- Utbildningsdepartementet
- Klimat- och näringslivsdepartementet
- Kulturdepartementet
- Arbetsmarknadsdepartementet
- Landsbygds- och infrastrukturdepartementet

## Organisation
Varje departement leds av ett statsråd, vanligen informellt kallad minister, som är chef för sitt departement. Därtill finns andra statsråd, med specificerade ansvarsområden. De kallades tidigare för konsultativa statsråd eller "minister utan portfölj". Statsråden utses av statsministern vid regeringsbildningen eller vid behov, och är som regel numera medlem av regeringspartiet eller regeringspartierna.
I varje departement finns dessutom departementsenheter för olika sakområden, och för budget, information och rättsliga frågor. Varje statsråd har en statssekreterare som närmaste anställd (utrikesministerns motsvarighet heter kabinettssekreterare). Tillsammans med de politiska sakkunniga och pressekreterare utgör dessa departementets politiska ledning. Merparten av departementets personal är dock inte partipolitiskt tillsatta. Andra opolitiska chefstjänstemän i ett departement är bland andra rättschefen och departementsråden. De senare är chefer för sakenheterna. Medan den politiska ledningen är knuten till ministern är övriga tjänstemän fast anställda och sitter kvar även vid regeringsskiften.
I jämförelse med ministerierna i de flesta andra länder är svenska departement små och har relativt begränsade uppgifter. Här sköts merparten av statens uppgifter istället av statliga förvaltningsmyndigheter ledda av generaldirektörer (eller motsvarande). Myndigheterna styrs av regeringen som helhet, som också tillsätter dess chef. I praktiken sorterar varje myndighet emellertid under ett specifikt departement och rapporterar till en minister. Departementens huvuduppgifter är att bistå regeringen i skrivandet av propositioner och i styret av myndigheterna.
Utrikesdepartementet skiljer sig från denna organisationsform. Organisatoriskt påminner det mer om andra länders utrikesministerier och är därför betydligt större än de andra svenska departementen. Inte minst ingår ambassaderna i utrikesdepartementet. Sida är därtill en myndighet under Utrikesdepartementet. 
I praktiken fattas politiska beslut i departementen genom så kallade departementsberedningar. Formellt fattas dock alla beslut senare i regeringssammanträden med minst fem statsråd närvarande förutom statsministern, och Sveriges regering har kollektiv ansvarighet för samtliga regeringsbeslut. Beslut föregås av flera instanser och bereds av tjänstemännen vid berörda departement. Ofta tillsätts också en statlig utredning för att förbereda beslut. 
Eftersom besluten förbereds av departementens tjänstemän är det vanligt att opolitiska tjänstemän i praktiken skriver till exempel propositionstext, delar av statsbudgeten, svar på riksdagsfrågor eller myndigheters regleringsbrev medan politikerna i normalfallet bara ger riktlinjer för detta. I vissa fall har processen kritiserats för att tjänstemän med bakgrund i en viss myndighet får ett orimligt stort inflytande på lagstiftningsprocessen. Diskussionen kring FRA-lagen är ett exempel på detta.
Merparten av arbetet vid departementen kretsar kring lagstiftning och kring statsbudgeten. Arbetet med statsbudgeten har i praktiken fått karaktären av en förhandling mellan Finansdepartementet och de andra departementen där Finansdepartementet försöker begränsa statens utgifter och de övriga försöker få resurser till verksamheten inom sitt område.
Departementsindelningen regleras i Förordning (1996:1515) med instruktion för Regeringskansliet, och således krävs en formell ändring av denna förordning för att ändra den.

## Historik
Genom 1713 års kansliordning upprättades de första föregångarna till dagens departement, då kallade expeditioner. De var ursprungligen vardera ledda av ett ombudsråd och sex till antalet: Revisionsexpeditionen (vilken redan existerade såsom Nedre justitierevisionen), samt fem statsexpeditioner: Handelsexpeditionen, Krigsexpeditionen, Kammarexpeditionen, Första utrikesexpeditionen, och Tyska utrikesexpeditionen. 1719 gick Handelsexpeditionen och Kammarexpeditionen samman till Civilexpeditionen, de två utrikesexpeditionerna slogs samman, och justitiekanslern övertog ledningen av nedre justitierevisionen, medan statssekreterarna ersatte ombudsråden i rollen som statsexpeditionschefer.
1773 tillkom Handels- och finansexpeditionen och 1789 Ecklesiastikexpeditionen, vilka båda var nedlagda under åren 1793–1809. 1791 inrättades Konungens kabinett för den utrikes brevväxlingen, vilket stegvis kom att ersätta Utrikesexpeditionen som slutligen avvecklades 1809. Samma år ersattes Civilexpeditionen av Kammarexpeditionen.
Statsexpeditionerna ersattes av departement genom departementalreformen 1840. Ursprungligen var departementen sju till antalet, en ordning som förblev oförändrad 1800-talet ut. År 1900 tillkom ytterligare ett departement, och under Regeringen Branting I genomfördes 1920 den första stora omorganisationen då tre departement försvann, och fyra nya tillkom. Därefter har ytterligare departement tillkommit, vanligen antingen för att avlasta de redan existerande departementen, eller för att söka ge mer tyngd till vissa frågor. Därutöver har flera namnbyten genomförts, för att markera ett departements förändrade fokus. Genom nedläggning och sammanslagningar är antalet departement från och med januari 2019 elva till antalet.
- Utrikesdepartementet inrättades 1840. Före 1840 handhade Konungens kabinett för den utrikes brevväxlingen motsvarande frågor.
- Justitiedepartementet inrättades 1840. Före 1840 handhade Nedre justitierevisionen motsvarande frågor.
- Finansdepartementet inrättades 1840, men var under åren 1976–1982 uppdelat i Ekonomidepartementet och Budgetdepartementet. Före 1840 handhade Handels- och finansexpeditionen motsvarande frågor.
- Försvarsdepartementet inrättades 1920, genom hopslagning av Lantförsvarsdepartementet och Sjöförsvarsdepartementet, båda inrättade 1840. Före 1840 handhade Krigsexpeditionen motsvarande frågor.
- Socialdepartementet inrättades 1920, när Civildepartementet, inrättat 1840, delades upp i Socialdepartementet, Handelsdepartementet (nedlagt 1982, då dess frågor delades mellan Utrikesdepartementet och Industridepartementet) och Kommunikationsdepartementet (nedlagt 1998, då dess frågor flyttade till Näringsdepartementet). Ett annat Civildepartement inrättades – för att avlasta Socialdepartementet – 1950. Detta "nya" Civildepartement hette dock Kommundepartementet 1974–1982 och Inrikesdepartementet 1996–1998, och var verksamt till 1998, då dess frågor huvudsakligen flyttades till Finansdepartementet. Före 1840 handhade Kammarexpeditionen motsvarande frågor.
- Utbildningsdepartementet inrättades 1968, då det ersatte Ecklesiastikdepartementet, inrättat 1840. Det hette dock Utbildnings- och kulturdepartementet 2005–2006. Före 1840 handhade Ecklesiastikexpeditionen motsvarande frågor.
- Arbetsmarknadsdepartementet inrättades 1974, när Inrikesdepartementet, inrättat - för att avlasta Socialdepartementet - 1947, delades upp i Arbetsmarknadsdepartementet (som dock var nedlagt 1999–2007, då dess frågor sorterade under Näringsdepartementet) och Bostadsdepartementet (nedlagt 1991, då dess frågor splittrades upp mellan flera andra departement).
- Miljödepartementet inrättades 1987 – det hette dock Miljö- och energidepartementet 1987–1990 och 2015–2019, Miljö- och naturresursdepartementet 1991–1994, och Miljö- och samhällsbyggnadsdepartementet 2005–2006. Före 1987 hade miljöfrågorna sorterat under Jordbruksdepartementet. Under Regeringen Kristersson år 2022 lades dock miljödepartementet ned trots stark kritik.[1]
- Näringsdepartementet inrättades 1991, då det ersatte Industridepartementet, inrättat – för att avlasta Finansdepartementet – 1969. Det hette dock Närings- och handelsdepartementet 1996–1998. Vid årsskiftet 2014/2015 uppgick Landsbygdsdepartementet i Näringsdepartementet. Landsbygdsdepartementet hade inrättats 2011, då det ersatte Jordbruksdepartementet, inrättat 1900. Dessförinnan hade jordbruksfrågorna sorterat under Civildepartementet.
- Kulturdepartementet inrättades 1991 – dessförinnan hade kulturfrågorna sorterat under Utbildningsdepartementet - men var dock nedlagt 2005–2006, då dess frågor flyttades tillbaka till Utbildningsdepartementet.
- Infrastrukturdepartementet inrättades 2019 – dessförinnan hade dessa frågor sorterat under Kommunikationsdepartementet (t.om. 1998) och Näringsdepartementet (1999–2019).
- Dessutom har Sverige haft ytterligare två idag nedlagda departement: Folkhushållningsdepartementet (1939–1950) och Integrations- och jämställdhetsdepartementet (2007–2010).